# Mjenjač novca i njegova žena
Mjenjač novca i njegova žena (ponegdje Novčar i njegova žena) je ulje na drvu flamanskog renesansnog slikara Quentina Metsysa. Trenutno se čuva u muzeju Louvre u Parizu.

## Slika
Čovjek, koji važe novčiće i komadiće zlata ispred sebe na stolu, sjedi pored svoje žene koja čita knjiga o odanosti s ilustracijama žene i djeteta. Vidi se kako par nije odjeven u plemićku odjeću, već kao obični građani Antwerpena, gdje je slika i naslikana.
Isti je motiv kasnije koristio nizozemski renesansni slikar Marinus van Reymerswaele.
Metsys s istančanom osjetljivošću sjedinjuje i stapa različite stilističke elemente gotičkih minijatura Memlinga i Davida i talijanske umjetnosti. Te elemente prihvaća kritički i uklapa ih u koherenciju vlastita stila i discipline te se tako gubi njihova doslovnost.
- Verzija slikara Marinusa van Reymerswaelea.
- Verzija Willema van Haechta, slika se može vidjeti na dnu u desnom kutu.